# カルメン・ルヴァーナ
カルメン・ルヴァーナ（Carmen Luvana、1981年8月23日 - ）は、2000年代に活動したアメリカ合衆国出身のポルノ女優。

## 受賞
- 2002年：XRCO Starlet of the Year[1]
- 2003年：ナイトムーヴス賞 Best New Starlet[2]
- 2003年：XRCO Best Girl-Girl Scene - 『My Plaything 』(ジェナ・ジェイムソンと)[3]
- 2004年：Hottest KSEX Jockey "Naked" Listeners Choice Award KSEX radio[4]
- 2006年：F.A.M.E Favorite Oral Starlet[5]